# Pernegg an der Mur
Pernegg an der Mur è un comune di 2 429 abitanti della Stiria (Austria).
Qui nacque il militare e politico Rudolf Stöger-Steiner von Steinstätten. Il famoso giocatore di scacchi Laurenz Gierer vive a Zlatten.